# Dezső Gyarmati
Dezső Gyarmati (23. října 1927 Miskolc – 18. srpna 2013 Budapešť) byl maďarský vodní pólista, který byl v tomto sportu nejúspěšnějším olympionikem historie, když získal pět medailí, z toho tři zlaté. Začínal jako brankář, ale nejvíce se uplatnil v útoku, kde těžil z mimořádné rychlosti (uplaval 100 metrů za 58,5 s).
Začínal v roce 1940 v klubu továrny Gamma, od roku 1947 hrál za Újpesti TE, s nímž získal pět mistrovských titulů (1948, 1950, 1951, 1952 a 1955). V roce 1960 přestoupil do Ferencvárosi TC a byl mistrem Maďarska v letech 1962, 1963 a 1965.
Odehrál 108 mezistátních zápasů. Byl univerzitním mistrem světa v letech 1947 a 1951, pomohl Maďarsku k prvnímu místu na LOH 1952, mistrovství Evropy ve vodním pólu 1954 a byl kapitánem při zisku olympijského vítězství v roce 1956, kdy otevřel skóre ve vypjatém zápase proti Sovětskému svazu, známém jako melbournská krvavá lázeň. V letech 1956 až 1958 žil v exilu, po amnestii se vrátil do Maďarska. Získal bronzovou medaili na LOH 1960 a zlato na ME 1962 a LOH 1964.
Kariéru ukončil v roce 1966, vystudoval budapešťskou tělovýchovnou univerzitu a stal se trenérem. Maďarskou reprezentaci vedl v letech 1973 až 1980 a 1985 až 1988, vyhrál s ní světový šampionát v roce 1973 a olympiádu v roce 1976. Byl také funkcionářem Maďarské federace vodního póla a Maďarského olympijského výboru. Vydal knihu o historii vodního póla v Maďarsku. V letech 1990 až 1994 zasedal v parlamentu za Maďarské demokratické fórum.
Manželka Éva Székelyová byla olympijskou vítězkou v plavání, v maďarské plavecké reprezentaci působila i dcera Andrea Gyarmatiová.
V roce 1994 získal Maďarský záslužný kříž a v roce 2004 ocenění A Nemzet Sportolója.